# インド大臣
インド大臣（インドだいじん、英: Secretary of State for India）は、イギリスの内閣にかつて存在した閣僚職である。インド植民地支配に関する事務を取り扱うインド省を統括した。1858年にインド統治が東インド会社による統治からヴィクトリア女王の直接統治に切り替えられた際にそれ以前のインド庁長官が改組されて成立した閣僚職であり、1937年にはインド＝ビルマ大臣に改名されたが、1947年のインド・パキスタン独立と1948年のビルマ独立により廃止された。インド大臣の他、インド担当大臣とも表記される。

## 歴史
エリザベス朝の1600年に勅許状によって成立した勅許会社イギリス東インド会社は東洋貿易を独占する権利、現地で政府を組織する権限、通貨発行権、軍隊組織権、特定の国への宣戦布告権などを認められており、徐々にインドへ浸透した。特に1757年にベンガル太守にプラッシーの戦いで勝利し、ムガル帝国皇帝よりベンガル州の徴税権を獲得するとイギリス東インド会社によるインド植民地支配が加速した。
1784年にイギリス首相ウィリアム・ピット（小ピット）はインド法を制定し、イギリス政府内に東インド会社の監督を行うインド庁（Board of Control）を設置した。これによりインドは、東インド会社とイギリス政府の二重支配下におかれることになった。
はじめインド庁は財務大臣、国務大臣、枢密顧問官4人の合計6人で運営されたが、1793年からインド庁長官（President of the Board of Control）のポストが設置されることになった。
インド庁は法律上東インド会社の政務にだけ参画することになっていたが、実際には商務にも口を出すことが多く、やがて会社役員会を差し置いて会社を支配するようになった。インド総督の任免もイギリス政府が事実上決定し、会社役員会はイギリス政府の人選に都合が悪いと感じた場合に拒否権を発動するに留まった。そのため徐々に役員会は不要と考えられるようになり、1833年特許法では会社役員会はインド庁の諮問機関に格下げされるに至った。
1858年にインド大反乱が鎮圧されたのを機に東インド会社によるインド統治はヴィクトリア女王（女王陛下の政府）による直接統治に切り替えられた。この際にインド庁と役員会は廃止され、インド大臣職とインド省が設置された。
インド大臣とインド総督の関係はインド大臣がロンドンから命令を発し、現地に派遣されるインド総督がその命令を実行することが建前だったが、インド総督はあくまでインド皇帝(イギリス国王)の名代(Viceroy)であってインド大臣の代理(Agent)ではないとも定められていた。そのため現実にはインド大臣とインド総督の関係に決まったパターンはなく、個々の大臣・総督によって大きく異なった。第9代エルギン伯ヴィクター・ブルースのような官僚的な人物が総督になるとインド総督はインド大臣に忠実に行動することが多かったが（エルギン伯は一日に二度インド省に連絡し、指示を仰いだといわれる）、初代カーゾン男爵ジョージ・カーゾンのような実力者が総督となった場合には「インド大臣はインド総督府の駐英大使に過ぎない」と揶揄されるほど影が薄くなることもあった。ただ一般的な傾向として1870年にインドとロンドンの間に電信が開通した後、インド大臣のインド植民地統治への影響力は大きくなったといえる。
1937年に英領インド帝国からビルマが切り離されたのに伴い、インド省と別にビルマ省が設置されたが、大臣はインド大臣と同じ人物が務め続けることになり、インド大臣はインド＝ビルマ大臣に改名された。しかし1947年にインドとパキスタンが独立したことでまずインド省とインド大臣のポストが廃止され、ついで1948年のビルマ独立でビルマ省とビルマ大臣も廃止された。

## 歴代大臣
所属政党

### インド大臣 (1858-1937)
| 肖像 | 肖像                                  | 氏名                                                 | 期間                          | 所属政党             | 内閣 (首相所属政党) | 内閣 (首相所属政党)                       |
| ---- | ------------------------------------- | ---------------------------------------------------- | ----------------------------- | -------------------- | ------------------- | ----------------------------------------- |
|      |                                       | スタンリー卿 エドワード・スタンリー                  | 1858年8月2日 -1859年6月11日   | 保守党               |                     | 第2次ダービー伯爵内閣 (保守党)            |
|      |                                       | サー・チャールズ・ウッド                             | 1859年6月18日 -1866年2月16日  | 自由党               |                     | 第2次パーマストン子爵内閣 (自由党)        |
|      | 第2次ラッセル伯爵内閣 (自由党)        | サー・チャールズ・ウッド                             | 1859年6月18日 -1866年2月16日  | 自由党               |                     |                                           |
|      |                                       | 第3代ド・グレイ伯爵 ジョージ・ロビンソン             | 1866年2月16日 -1866年6月26日  | 自由党               |                     |                                           |
|      |                                       | クランボーン子爵 ロバート・ガスコイン＝セシル        | 1866年7月6日 -1867年3月8日    | 保守党               |                     | 第3次ダービー伯爵内閣 (保守党)            |
|      |                                       | 第8代準男爵 サー・スタッフォード・ノースコート       | 1867年3月8日 -1868年12月1日   | 保守党               |                     | 第3次ダービー伯爵内閣 (保守党)            |
|      | 第1次ディズレーリ内閣 (保守党)        | 第8代準男爵 サー・スタッフォード・ノースコート       | 1867年3月8日 -1868年12月1日   | 保守党               |                     |                                           |
|      |                                       | 第8代アーガイル公爵 ジョージ・キャンベル             | 1868年12月9日 -1874年2月17日  | 自由党               |                     | 第1次グラッドストン内閣 (自由党)          |
|      |                                       | 第3代ソールズベリー侯爵 ロバート・ガスコイン＝セシル | 1874年2月21日 -1878年4月2日   | 保守党               |                     | 第2次ディズレーリ内閣 (保守党)            |
|      |                                       | 初代クランブルック伯爵 ゲイソン・ゲイソン＝ハーディ  | 1878年4月2日 -1880年4月21日   | 保守党               |                     | 第2次ディズレーリ内閣 (保守党)            |
|      |                                       | ハーティントン侯爵 スペンサー・キャヴェンディッシュ  | 1880年4月28日 -1882年12月16日 | 自由党               |                     | 第2次グラッドストン内閣 (自由党)          |
|      |                                       | 初代キンバリー伯爵 ジョン・ウッドハウス              | 1882年12月6日 -1885年6月9日   | 自由党               |                     | 第2次グラッドストン内閣 (自由党)          |
|      |                                       | ランドルフ・チャーチル卿                             | 1885年6月24日 -1886年1月28日  | 保守党               |                     | 第1次ソールズベリー侯爵内閣 (保守党)      |
|      |                                       | 初代キンバリー伯爵 ジョン・ウッドハウス              | 1886年2月6日 -1886年7月20日   | 自由党               |                     | 第3次グラッドストン内閣 (自由党)          |
|      |                                       | 初代クロス子爵 リチャード・クロス                    | 1886年8月3日 -1892年8月11日   | 保守党               |                     | 第2次ソールズベリー侯爵内閣 (保守党)      |
|      |                                       | 初代キンバリー伯爵 ジョン・ウッドハウス              | 1892年8月18日 -1894年3月10日  | 自由党               |                     | 第4次グラッドストン内閣 (自由党)          |
|      |                                       | ヘンリー・ファウラー                                 | 1894年3月10日 -1895年6月21日  | 自由党               |                     | ローズベリー伯爵内閣 (自由党)             |
|      |                                       | ジョージ・ハミルトン卿                               | 1895年7月4日 -1903年10月9日   | 保守党               |                     | 第3次ソールズベリー侯爵内閣 (保守党)      |
|      | バルフォア内閣 (保守党)               | ジョージ・ハミルトン卿                               | 1895年7月4日 -1903年10月9日   | 保守党               |                     |                                           |
|      |                                       | セントジョン・ブロドリック                           | 1903年10月9日 -1905年12月4日  | アイルランド統一同盟 |                     |                                           |
|      |                                       | ブラックバーンの初代モーリー子爵 ジョン・モーリー    | 1905年12月10日 -1910年11月3日 | 自由党               |                     | キャンベル＝バナマン内閣 (自由党)         |
|      | アスキス内閣 (自由党)                 | ブラックバーンの初代モーリー子爵 ジョン・モーリー    | 1905年12月10日 -1910年11月3日 | 自由党               |                     |                                           |
|      |                                       | 初代クルー伯爵 ロバート・クルー＝ミルンズ            | 1910年11月3日 -1911年3月7日   | 自由党               |                     |                                           |
|      |                                       | ブラックバーンの初代モーリー子爵 ジョン・モーリー    | 1911年3月7日 -1911年5月25日   | 自由党               |                     |                                           |
|      |                                       | 初代クルー侯爵 ロバート・クルー＝ミルンズ            | 1911年5月25日 -1915年5月25日  | 自由党               |                     |                                           |
|      |                                       | オースティン・チェンバレン                           | 1915年5月25日 -1917年7月17日  | 保守党               |                     | アスキス挙国一致内閣 (自由党)             |
|      | ロイド・ジョージ挙国一致内閣 (自由党) | オースティン・チェンバレン                           | 1915年5月25日 -1917年7月17日  | 保守党               |                     |                                           |
|      |                                       | エドウィン・モンタギュー                             | 1917年7月17日 -1922年3月19日  | 自由党               |                     |                                           |
|      |                                       | 第2代ピール子爵 ウィリアム・ピール                   | 1922年3月19日 -1924年1月22日  | 保守党               |                     | ロー内閣 (保守党)                         |
|      | 第1次ボールドウィン内閣 (保守党)      | 第2代ピール子爵 ウィリアム・ピール                   | 1922年3月19日 -1924年1月22日  | 保守党               |                     |                                           |
|      |                                       | 初代オリヴィエ男爵 シドニー・オリヴィエ              | 1924年1月22日 -1924年11月3日  | 労働党               |                     | 第1次マクドナルド内閣 (労働党)            |
|      |                                       | 初代バーケンヘッド伯爵 フレデリック・スミス          | 1924年11月6日 -1928年10月18日 | 保守党               |                     | 第2次ボールドウィン内閣 (保守党)          |
|      |                                       | 第2代ピール子爵 ウィリアム・ピール                   | 1928年10月18日 -1929年6月4日  | 保守党               |                     | 第2次ボールドウィン内閣 (保守党)          |
|      |                                       | ウィリアム・ベン                                     | 1929年6月7日 -1931年8月24日   | 労働党               |                     | 第2次マクドナルド内閣 (労働党)            |
|      |                                       | サー・サミュエル・ホーア                             | 1931年8月25日 -1935年6月7日   | 保守党               |                     | マクドナルド挙国一致内閣 (挙国派労働機構) |
|      |                                       | 第2代ゼットランド侯爵 ローレンス・ダンダス           | 1935年6月7日 -1937年5月28日   | 保守党               |                     | 第3次ボールドウィン内閣 (保守党)          |

### インド＝ビルマ大臣 (1937–1947)
| 肖像 | 肖像                          | 氏名                                                            | 期間                         | 所属政党 | 内閣 | 内閣                        |
| ---- | ----------------------------- | --------------------------------------------------------------- | ---------------------------- | -------- | ---- | --------------------------- |
|      |                               | 第2代ゼットランド侯爵 ローレンス・ダンダス                      | 1937年5月28日 -1940年5月13日 | 保守党   |      | チェンバレン内閣 (保守党)   |
|      | チェンバレン戦時内閣 (保守党) | 第2代ゼットランド侯爵 ローレンス・ダンダス                      | 1937年5月28日 -1940年5月13日 | 保守党   |      |                             |
|      |                               | レオ・アメリー                                                  | 1940年5月13日 -1945年7月26日 | 保守党   |      | チャーチル戦時内閣 (保守党) |
|      |                               | 初代ペシック＝ローレンス男爵 フレデリック・ペシック＝ローレンス | 1945年8月3日 -1947年4月17日  | 労働党   |      | アトリー内閣 (労働党)       |
|      |                               | 第5代リストーウェル伯爵 ウィリアム・ヘア                        | 1947年4月17日 -1947年8月14日 | 労働党   |      | アトリー内閣 (労働党)       |

### ビルマ大臣 (1947–1948)
| 肖像 | 肖像 | 氏名                                     | 期間                        | 所属政党 | 内閣 | 内閣                  |
| ---- | ---- | ---------------------------------------- | --------------------------- | -------- | ---- | --------------------- |
|      |      | 第5代リストーウェル伯爵 ウィリアム・ヘア | 1947年8月14日 -1948年1月4日 | 労働党   |      | アトリー内閣 (労働党) |